# Caucasoligidium cavernicola
Caucasoligidium cavernicola là một loài chân đều trong họ Ligiidae. Loài này được Borutzkii miêu tả khoa học năm 1950.